# Parafia św. Mikołaja w Zgórsku
Parafia św. Mikołaja w Zgórsku – parafia rzymskokatolicka, znajdująca się w diecezji tarnowskiej, w dekanacie Radomyśl.

## Historia
Zgórsko jest jedną z najstarszych osad tego terenu. Pierwsza wzmianka o Zgórsku została zanotowana w dokumencie biskupa krakowskiego Maura datowanym na lata 1110-1117. według tego dokumentu Zgórsko należało do kilku osad, z których dziesięcinę składano kościołowi w Pacanowie. Pierwszym właścicielem był niejaki Siemian z rodu Nagodziców, herbu Jelita, uznawany za protoplastę rodu Pacanowskich. 
Kolejny dokument, w którym biskup krakowski Jan potwierdza nadanie kościołowi w Pacanowie dziesięcin z 8 imiennie wymienionych parafii, w tym Zgórska, nosi datę z sierpnia 1317 roku. Również Jan Długosz w Liber Beneficiorum pisze: „Zgórsko, wieś parafii mieleckiej, której dziedzicami: Piotr i Florian Pacanowscy herbu Jelita".
W 1512 roku właścicielem osady Zgórsko został Stanisław Mielecki. Pierwszy kościół pod wezwaniem św. Mikołaja biskupa został ufundowany przez Hetmana Wielkiego Koronnego Mikołaja Mieleckiego w roku 1561. Jednym z kolejnych właścicieli był Jan Karol Chodkiewicz, który z kolei sprzedał później te dobra ziemskie na rzecz Zbigniewa Ossolińskiego. W ten sposób na dłuższy czas te tereny stały się własnością rodu Ossolińskich. Obecnie istniejący kościół powstał w 1781 r z fundacji Ossolińskich. 
W 1816 roku Józef Maksymilian Ossoliński założył fundację Biblioteki im. Ossolińskich we Lwowie, na której uposażenie i utrzymanie przeznaczył dochód z dziedziczonych dóbr wokół Zgórska. Księgozbiór, będący zalążkiem Biblioteki, był przechowywany m.in. w pobliskim dworze Przybysz. Wspomnieć należy iż wielki wkład w powstanie tego Księgozbioru miał ówczesny proboszcz parafii w Zgórski, ks. Hieronim Juszyński. W 1817 roku kuratorem Fundacji oraz patronem i opiekunem kościoła został krewny Ossolińskiego – Teodor Broniewski. Zginął on w Zgórsku, razem z dwunastoma innymi osobami, czasie rzezi galicyjskiej w 1846 roku. W 1867 roku, niedaleko kościoła, rodzina wystawiła mu pomnik w kształcie kolumny z empirową urną. Jednak w czasie drugiej wojny światowej pomnik ten został znacznie uszkodzony.
Z parafią św. Mikołaja w Zgórsku związana jest postać służebnicy Bożej s. Franciszki Grzanki (1901–1941), męczennicy obozów hitlerowskich, urodzonej 11 stycznia 1901 roku w Jamach, wówczas parafia w Zgórsku, w diecezji tarnowskiej, jako córki Wojciecha i Teresy Dubiel - rolników, zmarłej 26 czerwca 1941 roku w obozie w Bojanowie.